# سهم الماء الصلب
سهمية صلبة (الاسم العلمي:Sagittaria rigida) هي نوع من النباتات تتبع جنس السهمية من الفصيلة المزمارية.